# Urtica papuana
Urtica papuana är en nässelväxtart som beskrevs av Zandee. Urtica papuana ingår i släktet nässlor, och familjen nässelväxter. Inga underarter finns listade i Catalogue of Life.